# Osredak (Zenica, BiH)
Osredak je naseljeno mjesto u gradu Zenici, Federacija Bosne i Hercegovine, BiH.
Nalazi se između tokova rječica Babišnice i Seočke rijeke.

## Stanovništvo

### 1991.
Nacionalni sastav stanovništva 1991. godine, bio je sljedeći:
ukupno: 133
- Muslimani - 133 (100%)

### 2013.
Nacionalni sastav stanovništva 2013. godine, bio je sljedeći:
ukupno: 130
- Bošnjaci - 129 (99,23%)
- ostali, neopredijeljeni i nepoznato - 1 (0,77%)